# Jacques Goimard
Jacques Goimard (n. 31 mai 1934, La Couronne, Poitou-Charentes, Franța – d. 25 octombrie 2012, Pantin, Métropole du Grand Paris, Franța) a fost un antologist francez al literaturii fantastice și științifico-fantastice. A fost, de asemenea, eseist și director de colecție.

## Biografie
A absolvit în 1955 cursurile de la École normale supérieure din Paris și a devenit profesor asociat de istorie și geografie. A predat la Liceul Henri-IV din Paris și la liceul din Meaux, înainte de a preda istoria cinematografiei și a conduce un seminar despre literatura de frontieră la universitățile Paris I și Paris VII.
A scris nuvele științifico-fantastice și fantasy. A publicat mai multe eseuri și mai ales peste 250 de articole, răspândite în mai multe periodice. A colaborat la revistele de cinema precum Positif, Fiction, Le Monde, Encyclopædia Universalis și Métal hurlant, unde a ținut rubrica „La Nuit du Goimard”.
A colaborat la alcătuirea unor antologii importante, precum La Grande Anthologie de la science-fiction cu Gérard Klein și Demètre Ioakimidis (din 1974) și La Grande Anthologie du fantastique cu Roland Stragliati (1977-1982). Din 1978 până în 1982 a coordonat o publicație anuală intitulată L'Année de la science-fiction et du fantastique. De asemenea, a participat la emisiunea de televiziune pentru copii Les Enfants du rock (1982) și la o ediție specială despre vampiri a emisiunii Sex Machine (1984).
Director de colecție al editurii Pocket, a coordonat apariția a 800 de cărți de literatură științifico-fantastică și de literatură de fantezie. El s-a implicat în promovarea traducerilor. A fost membru al Club des ronchons fondat în 1986 de scriitorul Alain Paucard și al cărui președinte de onoare a fost academicianul Jean Dutourd.
Numele lui se află la originea unui termen de argou normalian.

## Opera (selecție)

### Nuvele
- „Qu'est-ce qui se passe après la mort?”, 1959, în Le Grandiose Avenir, Seghers, Constellations, 1975
- „L'Homme sans chronomètre”, 1963, în Fiction, nr. 111, Opta, 1963
- „Les Vingt-quatre heures du temps”, 1978, în Fiction, nr. 288, Opta, 1978

### Eseuri, studii, ghiduri
- L'Encyclopédie de poche de la S-F : guide de lecture, în colaborare cu Claude Aziza, 1986, Presses-Pocket/Pocket, nr. 5237.
- L'Encyclopédie de poche de la S-F : Livret pédagogique, în colaborare cu Claude Aziza, 1988, Presses-Pocket/Pocket, nr. 5254.
- La Reine de jaune vêtue, 1990, în Asimov présente : Futurs en délire, Presses-Pocket/Pocket, nr. 5371.
- Génération science-fiction, 1998, în Les Univers de la science-fiction, Galaxie, Hors série, nr. 1.
- Critique de la science-fiction, 2002, Pocket, Agora.
- Critique du fantastique et de l'insolite, 2003, Pocket, Agora.
- Critique du merveilleux et de la fantasy, 2003, Pocket, Agora.
- Critique des genres, 2004, Pocket, Agora.

### Antologii
- Histoires de fins du monde, 1974, Le Livre de poche, coll. La grande anthologie de la SF, nr. 3767.
- Histoires de pouvoirs, 1975, Livre de Poche, coll. La grande anthologie de la SF, nr. 3770.
- Histoires de voyages dans le temps, 1975, Livre de Poche, coll. La grande anthologie de la SF, nr. 3772.
- Histoires à rebours, 1976, Livre de Poche, coll. La grande anthologie de la SF, nr. 3773.
- Ce qui vient des profondeurs, în colaborare cu Gérard Klein, 1977, Seghers, Constellations.
- Histoires d'aberrations, în colaborare cu Roland Stragliati, 1977, Pocket, coll. La grande anthologie du fantastique, nr. 1466.
- Histoires d'occultisme et de sorcellerie, în colaborare cu Roland Stragliati, 1977, coll. La grande anthologie du fantastique, Presses de la Cité, coll. Omnibus.
- Histoires d'occultisme, în colaborare cu Roland Stragliati, 1977, Pocket, coll. La grande anthologie du fantastique, nr. 1461.
- Histoires de doubles, în colaborare cu Roland Stragliati, 1977, Pocket, coll. La grande anthologie du fantastique, nr. 1465.
- Histoires de fantômes, în colaborare cu Roland Stragliati, 1977, Pocket, coll. La grande anthologie du fantastique, nr. 1463.
- Histoires de monstres, în colaborare cu Roland Stragliati, 1977, Pocket, coll. La grande anthologie du fantastique, nr. 1462.
- Histoires de morts-vivants, în colaborare cu Roland Stragliati, 1977, Pocket, coll. La grande anthologie du fantastique, nr. 1460.
- Histoires démoniaques, în colaborare cu Roland Stragliati, 1977, Pocket, coll. La grande anthologie du fantastique, nr. 1464.
- L'Année 1977-1978 de la science-fiction et du fantastique, 1978, Julliard, coll. L'Année de la SF.
- Histoires de cauchemars, în colaborare cu Roland Stragliati, 1978, Pocket, coll. La grande anthologie du fantastique, nr. 1467.
- Le Livre d'or de la science-fiction : Ursula Le Guin, 1978 Presse Pocket coll. Le Livre d'or de la science-fiction, nr. 5012
- Le Livre d'or de la science-fiction : Theodore Sturgeon, 1978 Presse Pocket coll. Le Livre d'or de la science-fiction, nr. 5013
- Le Livre d'or de la science-fiction : Frank Herbert, 1978 Presse Pocket coll. Le Livre d'or de la science-fiction, nr. 5018
- Le Livre d'or de la science-fiction : Norman Spinrad, 1978 Presse Pocket coll. Le Livre d'or de la science-fiction, nr. 5030
- L'Année 1978-1979 de la science-fiction et du fantastique, 1979, Julliard, coll. L'Année de la SF.
- Le Livre d'or de la science-fiction : Robert Silverberg, 1979 Presse Pocket coll. Le Livre d'or de la science-fiction, nr. 5032
- Le Livre d'or de la science-fiction : Le manoir des roses (L'Épopée fantastique - 1), 1979 Presse Pocket coll. Le Livre d'or de la science-fiction, nr. 5035
- Le Livre d'or de la science-fiction : John Brunner, 1979 Presse Pocket coll. Le Livre d'or de la science-fiction, nr. 5049
- Le Livre d'or de la science-fiction : Philip K. Dick, 1979 Presse Pocket coll. Le Livre d'or de la science-fiction, nr. 5051
- Le Livre d'or de la science-fiction : La citadelle écarlate (L'Épopée fantastique - 2), 1979 Presse Pocket coll. Le Livre d'or de la science-fiction, nr. 5055
- Le Livre d'or de la science-fiction : Gérard Klein, 1979 Presse Pocket coll. Le Livre d'or de la science-fiction, nr. 5056
- Le Livre d'or de la science-fiction : Encore des femmes et des merveilles, 1979 Presse Pocket coll. Le Livre d'or de la science-fiction, nr. 5058
- L'Année 1979-1980 de la science-fiction et du fantastique, 1980, Julliard, coll. L'Année de la SF.
- Le Livre d'or de la science-fiction : Catherine Moore & Henry Kuttner, 1980 Presse Pocket coll. Le Livre d'or de la science-fiction, nr. 5061
- Le Livre d'or de la science-fiction : Philip José Farmer, 1980 Presse Pocket coll. Le Livre d'or de la science-fiction, nr. 5066
- Le Livre d'or de la science-fiction : A. E. van Vogt, 1980 Presse Pocket coll. Le Livre d'or de la science-fiction, nr. 5071
- Le Livre d'or de la science-fiction : J. G. Ballard, 1980 Presse Pocket coll. Le Livre d'or de la science-fiction, nr. 5074
- Le Livre d'or de la science-fiction : Robert Sheckley, 1980 Presse Pocket coll. Le Livre d'or de la science-fiction, nr. 5075
- Le Livre d'or de la science-fiction : Christopher Priest, 1980 Presse Pocket coll. Le Livre d'or de la science-fiction, nr. 5078
- Le Livre d'or de la science-fiction : Philippe Curval, 1980 Presse Pocket coll. Le Livre d'or de la science-fiction, nr. 5079
- [[La troisième guerre mondiale n'aura pas lieu|Le Livre d'or de la science-fiction : La Format:3e mondiale n'aura pas lieu]], 1980 Presse Pocket coll. Le Livre d'or de la science-fiction, nr. 5084
- Le Livre d'or de la science-fiction : Science-fiction allemande - Étrangers à Utopolis, 1980 Presse Pocket coll. Le Livre d'or de la science-fiction, nr. 5087
- Le Livre d'or de la science-fiction : Isaac Asimov, 1980 Presse Pocket coll. Le Livre d'or de la science-fiction, nr. 5092
- Le Livre d'or de la science-fiction : Alain Dorémieux, 1980 Presse Pocket coll. Le Livre d'or de la science-fiction, nr. 5094
- Le Livre d'or de la science-fiction : Jack Vance, 1980 Presse Pocket coll. Le Livre d'or de la science-fiction, nr. 5097
- L'Année 1980-1981 de la science-fiction et du fantastique, 1981, Julliard, coll. L'Année de la SF.
- Le Livre d'or de la science-fiction : Robert Heinlein, 1981 Presse Pocket coll. Le Livre d'or de la science-fiction, nr. 5102
- Le Livre d'or de la science-fiction : Thomas Disch, 1981 Presse Pocket coll. Le Livre d'or de la science-fiction, nr. 5103
- Le Livre d'or de la science-fiction : Michael Moorcock, 1981 Presse Pocket coll. Le Livre d'or de la science-fiction, nr. 5105
- Le Livre d'or de la science-fiction : Richard Matheson, 1981 Presse Pocket coll. Le Livre d'or de la science-fiction, nr. 5110
- Le Livre d'or de la science-fiction : Le monde des chimères (L'Épopée fantastique - 3), 1981 Presse Pocket coll. Le Livre d'or de la science-fiction, nr. 5112
- Le Livre d'or de la science-fiction : Arthur C. Clarke, 1981 Presse Pocket coll. Le Livre d'or de la science-fiction, nr. 5118
- Le Livre d'or de la science-fiction : Science-fiction italienne, 1981 Presse Pocket coll. Le Livre d'or de la science-fiction, nr. 5119
- Le Livre d'or de la science-fiction : Michel Jeury, 1981 Presse Pocket coll. Le Livre d'or de la science-fiction, nr. 5133
- Le Livre d'or de la science-fiction : Fritz Leiber, 1981 Presse Pocket coll. Le Livre d'or de la science-fiction, nr. 5138
- Le Livre d'or de la science-fiction : La cathédrale de sang (L'Épopée fantastique - 4), 1981 Presse Pocket coll. Le Livre d'or de la science-fiction, nr. 5143
- Le Livre d'or de la science-fiction : Brian Aldiss, 1981 Presse Pocket coll. Le Livre d'or de la science-fiction, nr. 5150
- Le Livre d'or de la science-fiction : Orbit, L'anthologie de Damon Knight, 1981 Presse Pocket coll. Le Livre d'or de la science-fiction, nr. 5163
- Histoires de délires, în colaborare cu Roland Stragliati, 1981, Pocket, coll. La grande anthologie du fantastique, nr. 2013.
- Histoires de maléfices, în colaborare cu Roland Stragliati, 1981, Pocket, coll. La grande anthologie du fantastique, nr. 2012.
- Le Livre d'or de la science-fiction : La science fiction soviétique, 1982 Presse Pocket coll. Le Livre d'or de la science-fiction, nr. 5174
- Le Livre d'or de la science-fiction : Jean-Pierre Andrevon, 1982 Presse Pocket coll. Le Livre d'or de la science-fiction, nr. 5177
- Le Livre d'or de la science-fiction : Raphaël Lafferty, 1982 Presse Pocket coll. Le Livre d'or de la science-fiction, nr. 5187
- Le Livre d'or de la science-fiction : Clifford D. Simak, 1982 Presse Pocket coll. Le Livre d'or de la science-fiction, nr. 5199
- Le Livre d'or de la science-fiction : Harry Harrison, 1982 Presse Pocket coll. Le Livre d'or de la science-fiction, nr. 5205
- Le Livre d'or de la science-fiction : Roger Zelazny, 1982 Presse Pocket coll. Le Livre d'or de la science-fiction, nr. 5217
- Le Livre d'or de la science-fiction : Jules Verne, 1982 Presse Pocket coll. Le Livre d'or de la science-fiction, nr. 5233
- Le Livre d'or de la science-fiction : Alfred Bester, 1982 Presse Pocket coll. Le Livre d'or de la science-fiction, nr. 5234
- Le Livre d'or de la science-fiction : James Tiptree, 1982 Presse Pocket coll. Le Livre d'or de la science-fiction, nr. 5243
- Le Livre d'or de la science-fiction : John Wyndham, 1982 Presse Pocket coll. Le Livre d'or de la science-fiction, nr. 5249
- Le Livre d'or de la science-fiction : Damon Knight, 1982 Presse Pocket coll. Le Livre d'or de la science-fiction, nr. 5257
- L'Année 1981-1982 de la science-fiction et du fantastique, 1982, Julliard, coll. L'Année de la SF.
- Histoires d'immortels, 1983, Livre de Poche, coll. La grande anthologie de la SF, nr. 3784.
- Histoires de médecins, 1983, Livre de Poche, coll. La grande anthologie de la SF, nr. 3781.
- Histoires de rebelles, 1984, Livre de Poche, coll. La grande anthologie de la SF, nr. 3813.
- Histoires de sociétés futures, 1984, Livre de Poche, coll. La grande anthologie de la SF, nr. 3811.
- Histoires de catastrophes, 1985, Livre de Poche, coll. La grande anthologie de la SF, nr. 3818.
- Histoires de guerres futures, 1985, Livre de Poche, coll. La grande anthologie de la SF, nr. 3819.
- Histoires de sexe-fiction, 1985, Livre de Poche, coll. La grande anthologie de la SF, nr. 3821, 1985.
- Histoires mécaniques, 1985, Livre de Poche, coll. La grande anthologie de la SF, nr. 3820.
- Les Portes de l'éternité, 1990, Presses de la Cité
- La Grande Anthologie du fantastique (Tome 1), 1996, în colaborare cu Roland Stragliati, Presses de la Cité, coll. Omnibus.
- La Grande Anthologie du fantastique (Tome 2), 1996, în colaborare cu Roland Stragliati, Presses de la Cité, coll. Omnibus.
- La Grande Anthologie du fantastique (Tome 3), 1996, în colaborare cu Roland Stragliati, Presses de la Cité, coll. Omnibus.
- Histoires de choses, 1996, în colaborare cu Roland Stragliati, Presses de la Cité, coll. Omnibus.
- Histoires de présences, 1996, în colaborare cu Roland Stragliati, Presses de la Cité, coll. Omnibus.

## Legături externe
- „Jacques Goimard - Bibliographie Livres - Biographie”, Noosfere.org, accesat în 27 octombrie 2019
- Entretien avec Jacques Goimard le 20 mai 2008 sur Topologies Alternatives